# Angaturama (Recreio)
Angaturama é um distrito do município brasileiro de Recreio, estado de Minas Gerais. Banhado pelo Ribeirão dos Monos, o distrito se localiza a nordeste da sede de Recreio, da qual dista cerca de 10 quilômetros.
Quando foi criado em 21 de novembro de 1890 pelo decreto estadual n° 241, o distrito se chamava São Joaquim e pertencia ao município de Leopoldina. Foi transferido para o município de Recreio pelo decreto lei estadual n° 148 de 17 de dezembro de 1938, o qual criou o referido município, e passou a se chamar Angaturama pelo decreto lei estadual n° 1058 de 31 de dezembro de 1943.
O distrito se encontra situado às margens de um trecho original restante da Linha do Manhuaçu da antiga Estrada de Ferro Leopoldina, atualmente concedido à Ferrovia Centro Atlântica para o transporte de cargas e do qual possui uma estação ferroviária, sendo também considerado ideal para fins turísticos. 